# Comuna Hodovîci, Strîi
Hodovîci (în ucraineană Ходовичі) este o comună în raionul Strîi, regiunea Liov, Ucraina, formată din satele Hodovîci (reședința) și Pișceanî.

## Demografie
Componența lingvistică a comunei Hodovîci
     Ucraineană (99,85%)
     Alte limbi (0,15%)
Conform recensământului din 2001, majoritatea populației comunei Hodovîci era vorbitoare de ucraineană (99,85%), existând în minoritate și vorbitori de alte limbi.